# Ga Heukseok
Ga Heukseok (Đại học Chung-Ang) (Tiếng Hàn: 흑석(중앙대입구)역, Hanja: 黑石(中央大入口)驛) là ga tàu điện ngầm trên Tàu điện ngầm Seoul tuyến 9 nằm ở Dongjak-gu, Seoul. Đại học Chung-Ang là tên phụ của nhà ga cũng như ở nằm gần đó.
Trước khi khai trương, Ga Sangdo trên Tàu điện ngầm Seoul tuyến 7 cũng có tên phụ là Chung-Ang, nhưng Ga Heukseok ở gần Đại học Chung-Ang. Sau đó tên phụ của Ga Sangdo bị xóa. Tên phụ 'Chung Ang Univ' hiện ở Ga Heukseok.

## Lịch sử
- 18 tháng 9 năm 2008: Tên ga tàu điện ngầm Seoul tuyến 9 được quyết định là Ga Heukseok (Đại học Chung-Ang).[1]
- 24 tháng 7 năm 2009: Bắt đầu hoạt động với việc khai trương đoạn Gaehwa ~ Sinnonhyeon của Tàu điện ngầm Seoul tuyến 9.

## Bố trí ga
| Nodeul ↑  |
| \| W/B    |
| ↓ Dongjak |

| Hướng Tây  | ● Tuyến 9 | Địa phương | ← Hướng đi Noryangjin · Dangsan · Sân bay Quốc tế Gimpo · Gaehwa                             |
| Hướng Đông | ● Tuyến 9 | Địa phương | → Hướng đi Dongjak · Sinnonhyeon · Liên hợp thể thao · Bệnh viện cựu chiến binh Trung ương → |

## Xung quanh nhà ga
| Lối ra \| 나가는 곳 \| Exit \| 出口 | Lối ra \| 나가는 곳 \| Exit \| 出口 |
| ----------------------------------- | --- |
| 1                                   | Hướng tới Cầu Hangang Tập đoàn Bảo hiểm Y tế Quốc gia Chi nhánh Dongjak Hyosajeong Trung tâm Thể thao Heukseok                                                                                   |
| 2                                   | Trường tiểu học Heukseok Myeongsudae Hyundai APT Hyundai Hangang APT |
| 3                                   | Trung tâm cộng đồng Heukseok-dong · Trung tâm an toàn công cộng Heukseok Bưu điện Heukseok-dong Hướng đi Nghĩa trang Quốc gia Seoul Chợ Heukseok Đại học Chung-Ang · Bệnh viện Đại học Chung-Ang |
| 4                                   | Trung tâm bạc Dongjak · Trung tâm chăm sóc ban ngày Nodeul Trường trung học Dongyang Acro Riverheim APT Trạm bơm nước mưa Heukseok                                                               |

## Hình ảnh

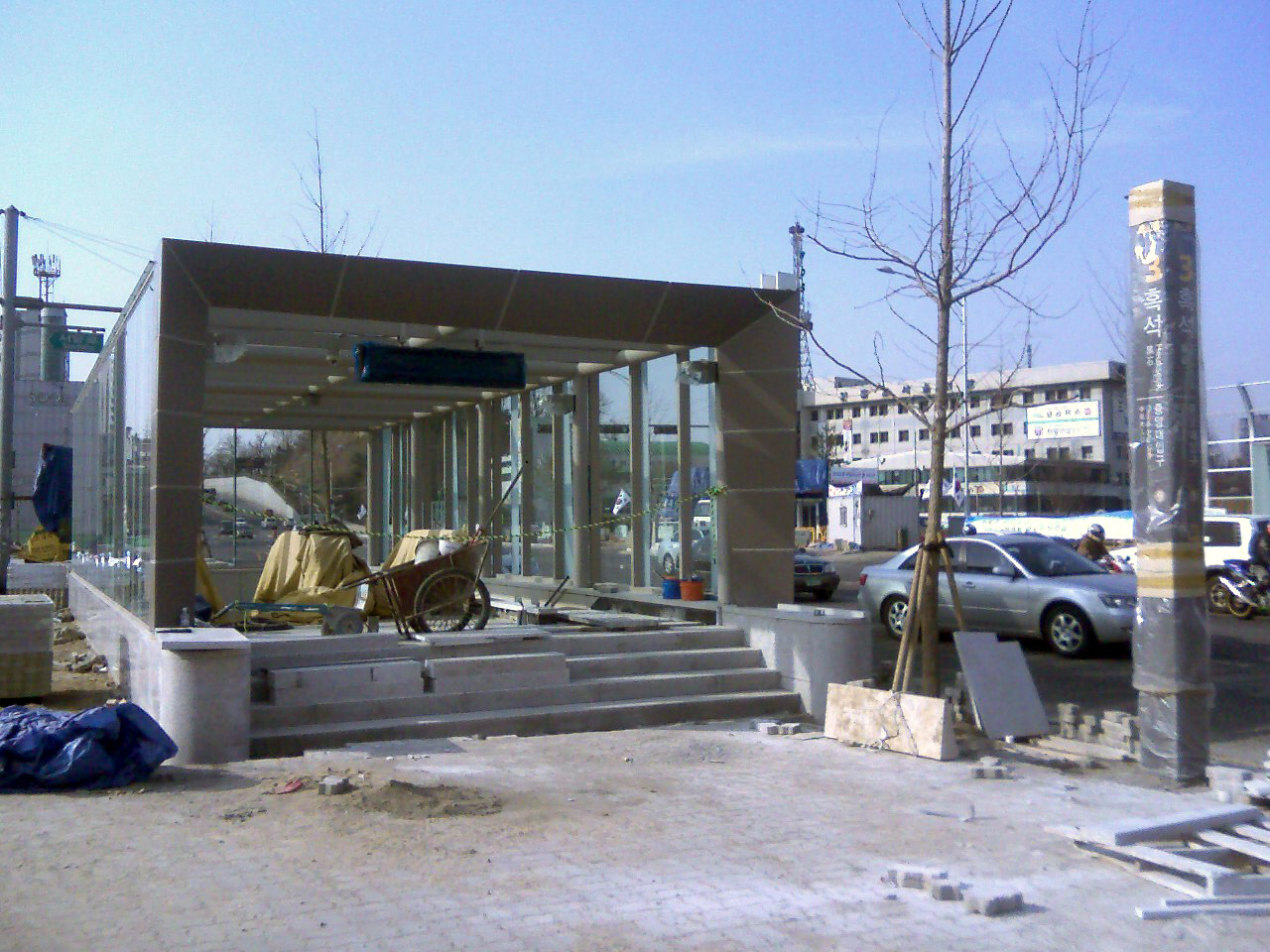
Lối ra 3 (trước khi mở)
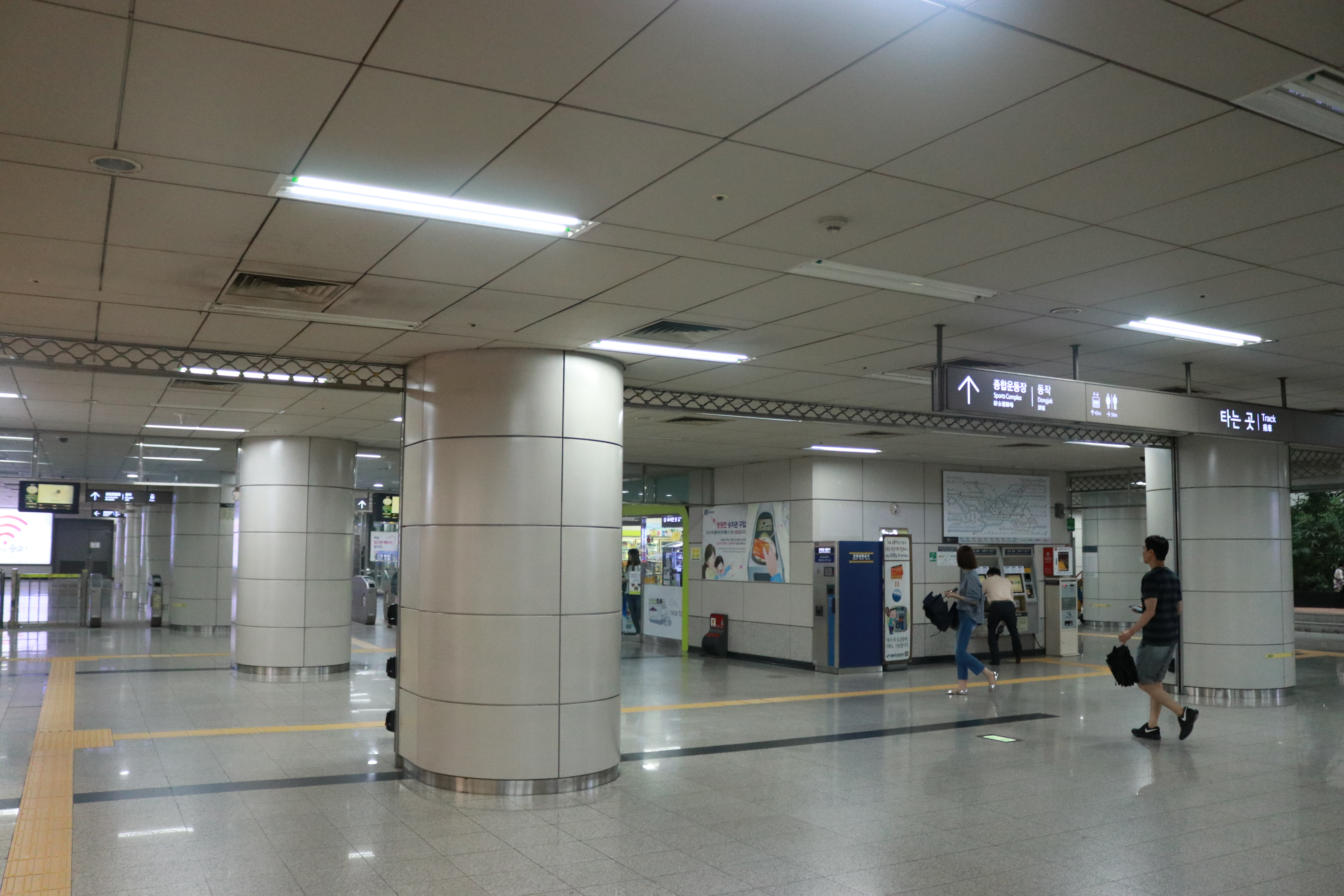
Phòng chờ